# Pastilla (canción)
«Pastilla» es una canción de Jorge González, lanzada como uno de los cuatro sencillos de su álbum solista homónimo de 1993. Fue el único sencillo del disco que no tuvo videoclip.

## Canción
La letra de la canción habla de una persona atormentada que le pide a su enfermera que le dé una pastilla para olvidar sus problemas.

Hey, amiga,

tengo mucho miedo.
Creo que muero
uhhh, en cada orgasmo.
Hey, doctora,
siento mucho frío.
Creo que muero
sí, en cada orgasmo,
y es dulce.
Hey, doctora,
quiero esa pastilla,
que sube y sube, y lloras y lloras
y olvidas tanta angustia.
Última vez, última vez,
nunca más, lo juro;

¡Última vez!
Jorge González, «Pastilla»

- Datos: Q21499737